# Packard Mayfair

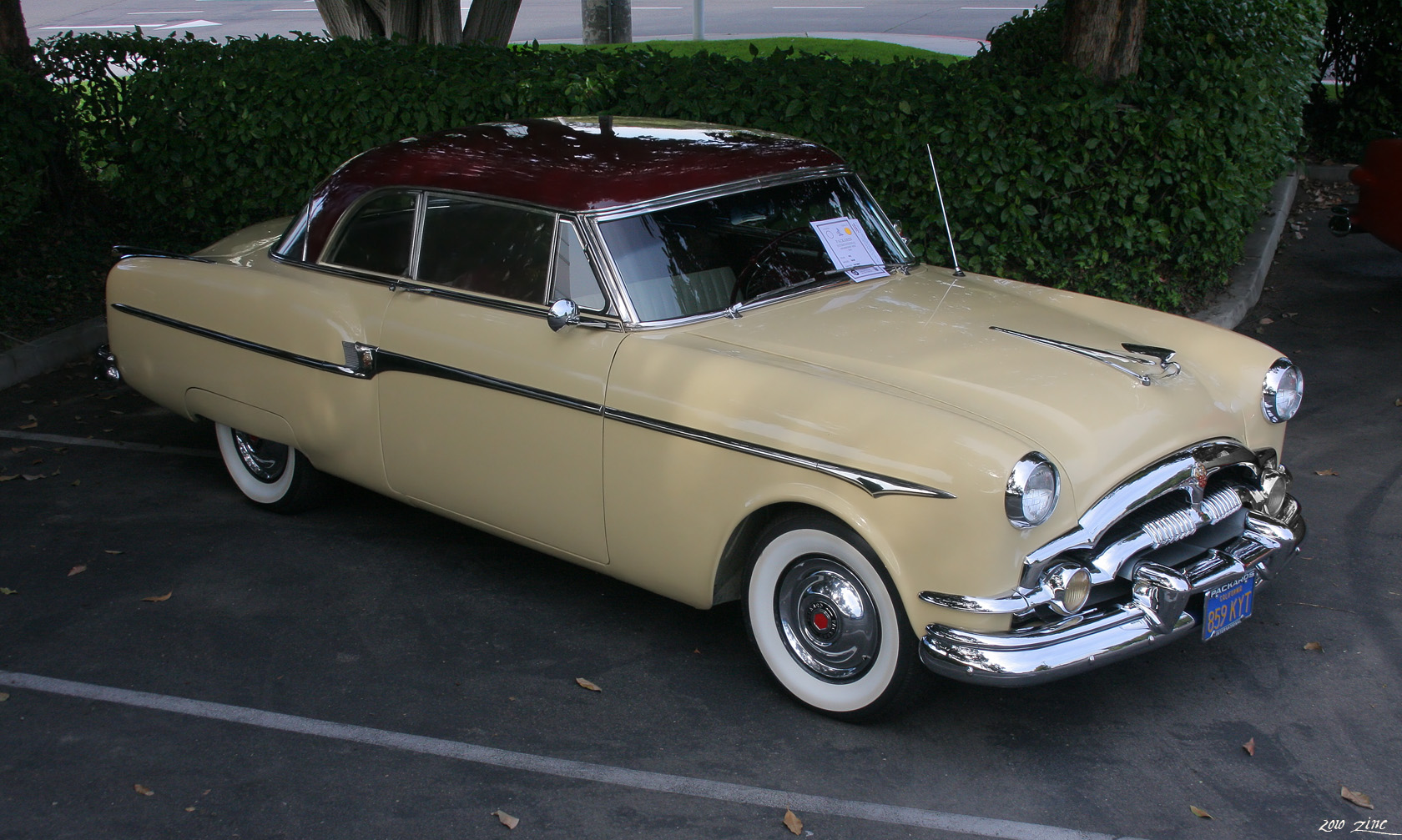
Packard Mayfair 2-puertas hardtop de 1953

El nombre Mayfair se aplicó al Packard 200 de 1951-1953 como una placa de identificación para un cupé de techo rígido (hardtop) construido por Packard Motor Corporation en un intento de competir en este estilo de carrocería con Cadillac, Buick e Imperial de Chrysler, cuyas ventas en este sector fueron en auge.

## Historia
El modelo recibió su nombre como una alusión al lujoso distrito de Mayfair en la localidad de Westminster anexa a Londres.
Los Mayfair hardtop se fabricaron en los años modelo de 1951 a 1953, siendo sucedidos en 1954 por el modelo Packard Pacific, que alcanzó el estatus de sénior con la inclusión del motor de 359 pulgadas cúbicas (5,9 L) y acabado completo.
A partir de 1955, Packard cambió el nombre de su techo rígido sénior a Four Hundred.